# Guillermina Quiroga
Guillermina Quiroga (La Plata, 18 de agosto de 1965) es una destacada bailarina, milonguera y coreógrafa de tango argentina. Conocida mundialmente desde que integró el espectáculo de la Compañía Tango X2 y luego Tango Argentino de Claudio Segovia y Héctor Orezzoli, a fines de la década de 1980, formando parte del elenco que presentó el espectáculo en Londres en 1991.
Integró también el elenco de Forever Tango de Luis Bravo y creó el espectáculo dramático-coreográfico-musical multuimedia Tango, historias breves. Participó en varias películas como Valentina's tango (2007) de Rogelio Lobato, en la que hace el papel de Valentina.

## Biografía
Guillermina Quiroga nació el 18 de agosto de 1965, en la ciudad de La Plata, capital de la Provincia de Buenos Aires, donde estudió danza clásica desde niña e ingresó luego al ballet del reconocido Teatro Argentino de La Plata. Luego de varios años se radicó en Buenos Aires donde comenzó a estudiar tango, con los milongueros de esa ciudad.
En diciembre de 1989, en pareja de baile con Osvaldo Zotto, ganó el primer Campeonato Municipal "Hugo del Carril" de la Ciudad de Buenos Aires. Inmediatamente después Miguel Ángel Zotto la integra a su elenco de la Compañía Tango X2, codirigida como Milena Plebs. Poco después fue convocada por Claudio Segovia y Héctor Orezzoli para integrar el elenco de Tango Argentino, que por entonces era uno de los más prestigiosos espectáculos coreográfico-musicales del mundo, luego de su estreno en París en 1983 y sobre todo del éxito en Broadway en 1985. Entre los sitios en los que actuó Con Tango Argentino se encuentran Londres en 1991 y Buenos Aires en 1992.
Luego actuó, entre otras oportunidades con Pablo Ziegler en el Carnegie Hall, con Jon Secada y Richard Marx en el Soldier Field de Chicago en la ceremonia de apertura de los Copa Mundial de Fútbol de 1994 y en la gira mundial Tango de Julio Iglesias durante tres años al final de la década de 1990. Trabajó con Mariano Mores en sus espectáculos desde 1992 hasta 2012.
En 1996 diseñó con Roberto Reis la coreografía para danza sobre hielo del tango "Tanguera" de Mariano Mores, para la pareja rusa de Oksana Grishuk y Evgeni Platov, que ganó al año siguiente con esa coreografía el primer lugar en el Campeonato Mundial y la medalla de oro en los Juegos Olímpicos de Nagano 1998.
En 2003 creó el espectáculo Tango, historias breves, realizando dos giras a Estados Unidos, bajo su dirección. El show está integrado por tres historias que constituyen sus pilares, incluyendo varias escenas cómicas, un carnaval de Venecia y fragmentos de la película Valentina's Tango.
En 2008 fue convocada por Claudio Segovia para bailar en su espectáculo Maipo siempre Maipo, estrenado para celebrar el centenario del Teatro Maipo, protagonizado por Antonio Gasalla.
En el cine ha actuado en varias películas, como La peste (1991) de Luis Puenzo, donde protagoniza una escena de baile de tango, Assassination Tango (2002) de Robert Duvall, Valentina's Tango (2007) de Rogelio Lobato, en donde hace precisamente el papel de Valentina.

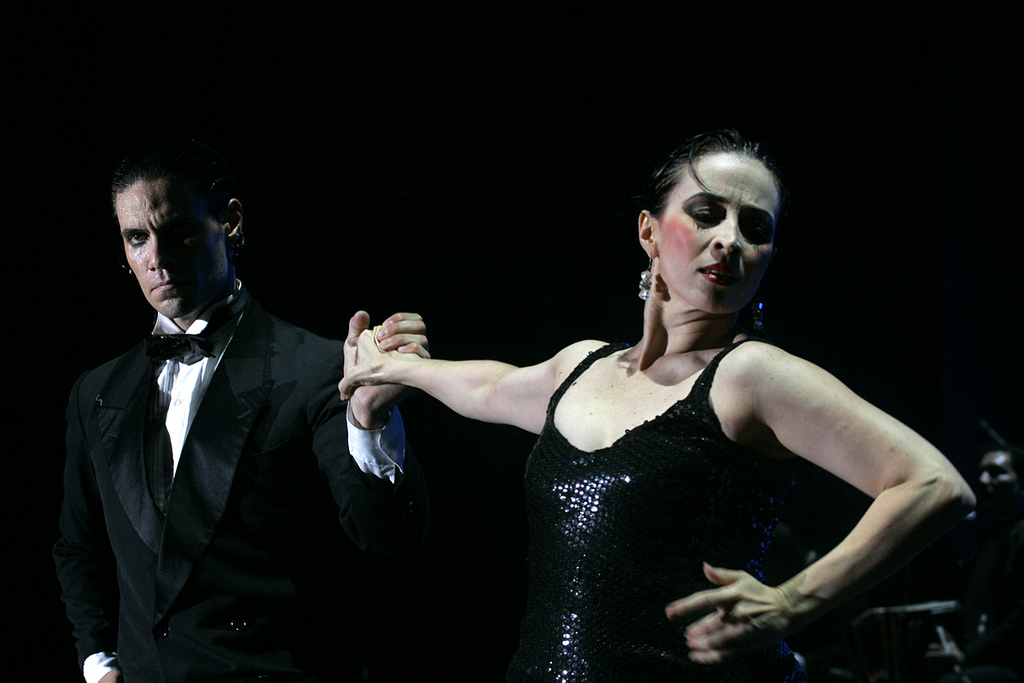
Guillermina Quiroga con Cesar Coelho en 2011

## Filmografía
- La peste (película) (1991) de Luis Puenzo
- Después de la tormenta (1991) de Tristán Bauer
- Naked tango (1991) de Leonard Schrader
- Funes, un gran amor (1993) de Raúl de la Torre
- Tango Magic (1999) de Lawrence Jordan
- Assassination Tango (2002) de Robert Duvall
- Russkie v Gorode Angelov (primer episodio de la serie de TV, 2003)
- 12 Tangos - Adios Buenos Aires (2005) de  Arne Birkenstock.
- Valentina's Tango (2007) de Rogelio Lobato